# FC 키아소
FC 키아소는 스위스 키아소에 연고지를 두고 있는 축구 구단이다.

## 역대 감독
| 감독                  | 임기      |
| --------------------- | --------- |
| 아돌포 발론치에리     | 1946~1947 |
| 알렉산드로 프리제리오 | 1947~1948 |
| 알프레도 포니         | 1948~1949 |
| 알렉산드로 프리제리오 | 1951      |
| 아돌포 발론치에리     | 1951~1952 |
| 알프레도 포니         | 1961      |
| 아돌포 발론치에리     | 1961~1962 |
| 에랄도 몬첼리오       | 1966~1967 |
| 에랄도 몬첼리오       | 1973      |
| 잔루카 참브로타       | 2013~2015 |
| 스테파노 마코피       | 2019      |